# Grup Escolar Germans Amat
El Grup Escolar Germans Amat és un edifici de municipi de Terrassa (Vallès Occidental) inclòs a l'Inventari del Patrimoni Arquitectònic de Catalunya. Se situa al carrer de Mallorca, al barri de la Maurina.

## Descripció
Es tracta d'un edifici escolar situat en una zona de fort pendent que ocupa una superfície enfonsada respecte del nivell del carrer. Està format per dos blocs d'edificis de dues plantes dedicats a aules, i diversos cossos destinats a serveis complementaris, de planta baixa. El conjunt presenta estructures molt simples a l'exterior, amb façanes constituïdes per grans finestres rectangulars separades per entramats de formigó i amb plafons intermedis de ceràmica blanca, i paraments d'obra vista.

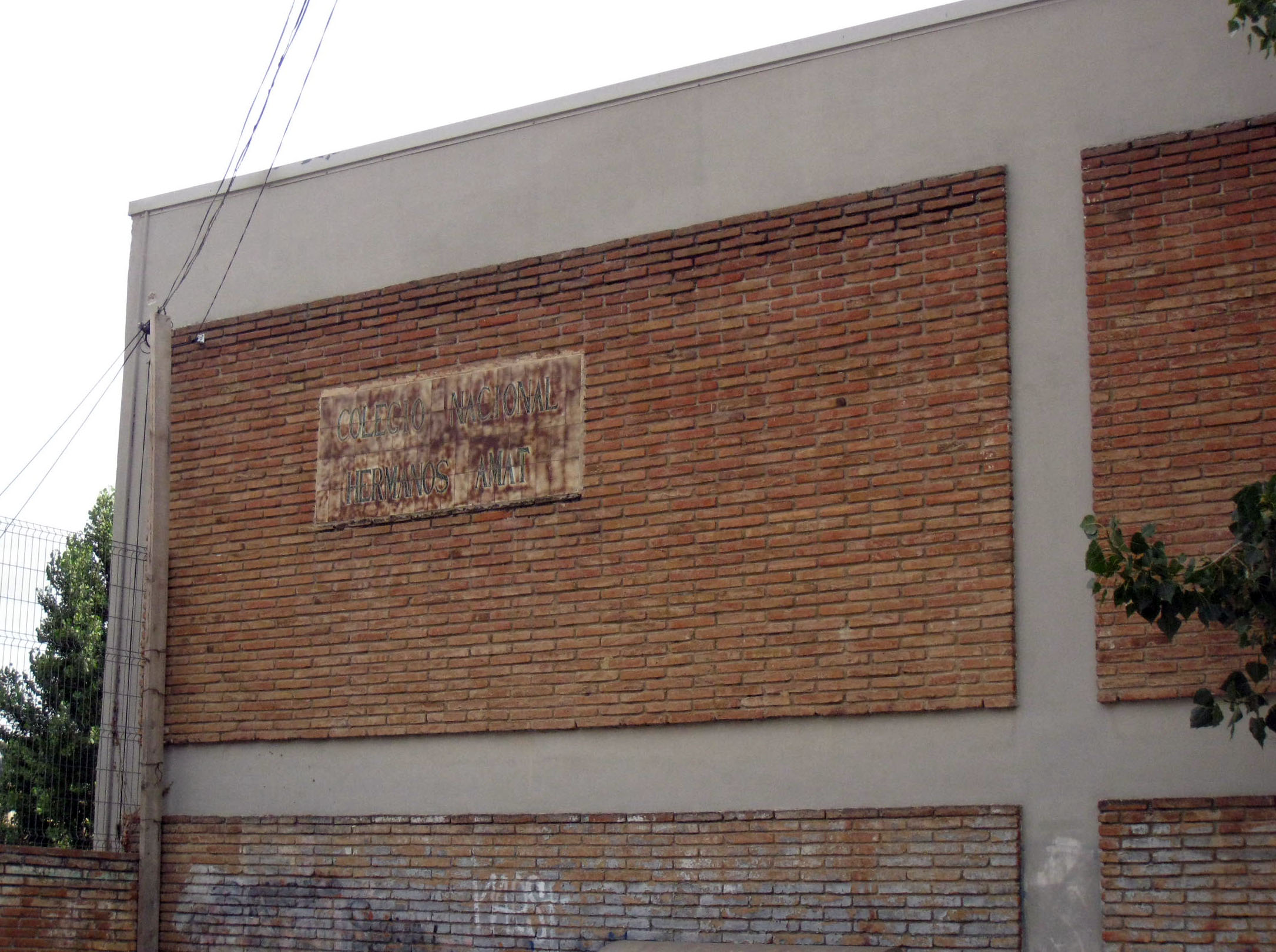
Pany de paret amb el rètol ceràmic on figura el nom de l'escola, retolat en castellà, tal com es va inaugurar

La sinceritat en l'ús dels materials (malgrat que el formigó s'hagi pintat posteriorment) i la simplicitat constructiva responen a una arquitectura que uneix la funcionalitat a una estètica avantguardista característica del Grup R, al qual pertanyien els autors.

## Història
El grup Germans Amat, originàriament denominat Hermanos Amat, és una de les dues escoles bastides l'any 1960 a Terrassa pel arquitectes Oriol Bohigas, Josep M. Martorell i Josep Pratmarsó; l'altra és el Grup Escolar Abat Marcet, a la Zona Esportiva.
Va deixar de funcionar com a escola el curs 2014-2015.